# La ballerina nuda
La ballerina nuda (La bailarina desnuda) è un dipinto dell'artista messicano Ángel Zárraga, realizzato tra il 1907 e il 1909.

## Storia
Nel 1909 Zárraga inviò due quadri a una mostra che si svolse in Italia: l'Allegoria dell'autunno (oggi nel museo nazionale d'arte del Messico) e La ballerina nuda, che alla fine della mostra venne acquistata per il museo di Orano. Il critico italiano Rodolfo Panichi si concentrò sulla sobrietà notevole dei colori del quadro, sul tono generale e sul vigore nella modellazione. In seguito l'opera finì nella collezione di Andrés Blaisten, in Messico.

## Descrizione
(Rivista di Roma: politica, parlamentare, sociale, artistica, 1910)
L'opera raffigura una donna giovane, coperta solo da un velo nero spagnolo che le avvolge la testa, che si muove su una terrazza eseguendo un passo leggero di danza. Ella mantiene una compostezza ieratica che da alla figura un sentimento di castità, quasi paradossale data la sua nudità. I suoi vestiti e lo scialle si trovano sopra il parapetto della terrazza che da su un paesaggio collinare, che presenta un paesino in collina al centro della tela. Allo stesso tempo, gli occhi della ragazza sembrano carichi di stanchezza o di tristezza, nonostante ella sorrida.
Alla sua destra si trova una donna anziana seduta, che ha un'espressione triste, raffigurata mentre osserva lo spettatore forse per vedere quale effetto avrà in lui la danza della ballerina. Secondo Panichi, in quest'opera si ritrovano alcune caratteristiche tipiche delle opere di Zárraga realizzate in questo periodo, ossia l'ambientazione paesaggistica e luminosa e i contrasti tra i personaggi (da un lato una giovane e dall'altro una vecchia, da un lato una donna nuda e dall'altro una vestita). L'opera inoltre è molto simile a un altro quadro dipinto dall'artista in quel periodo, ossia La donna e il burattino.